# Francisco de Asís de Borbón e Martínez-Bordiú
Francisco de Asís de Bourbon y Martínez-Bordiú (Madrid, 22 de Novembro de 1972 - Pamplona, 7 de Fevereiro de 1984) foi Duque de Bourbon e Grande de Espanha.

## Família e infância
Francisco de Asís nasceu na Clinica de San Francisco de Asís em Madrid. Era filho de Afonso de Bourbon e Dampierre, duque de Cádiz e de María del Carmen Martínez-Bordiú, neta do ditador Francisco Franco. O seu pai foi considerado por alguns setores monárquicos franceses o chefe da Casa de Bourbon de França, ou seja, herdeiro dos últimos reis da dinastia de Bourbon desde a morte do seu pai, o Infante Jaime de Bourbon.
Foi baptizado com o nome de Francisco de Asís Alfonso Jaime Cristóbal Víctor José Gonzalo Cecilio de Borbón y Martínez-Bordiú e os seus padrinhos eram o bisavô materno, o General Franco e a sua bisavó paterna, a princesa Donna Vittoria Ruspoli de Poggio Suasa.
A 3 de Agosto de 1975, o seu pai deu-lhe o título de Duque de Bourbon.

## Morte
A 5 de Fevereiro de 1984, um domingo, às 19h55, o seu pai conduzia um Citroën CX GTI Pallas quando os dois sofreram um terrível acidente rodoviário. O carro, que não parou num sinal de Stop, chocou contra um caminhão num cruzamento à saída da auto-estrada A15 (hoje AP15) perto de Cintruénigo. Eles regressavam de uma viagem de esqui na estação de Astún.
Francisco faleceu com 11 anos de idade, no dia 7 de Fevereiro de 1984, às 15:15 no Hospital de Navarra em consequência de uma paragem cardíaca. Quando chegou ao hospital, Fran (a alcunha que a família lhe deu) já se encontrava clinicamente morto. O seu eletroencefalograma não apresentava qualquer sinal. A notícia do seu falecimento foi comunicada pelo próprio director do hospital, o doutor Cristóbal Martínez-Bordiú, avô do rapaz, que por sua vez a transmitiu à família. Esta recebeu a notícia com serenidade, de acordo com testemunhas. 
O seu pai, Afonso de Borbón, o seu irmão, Luís Afonso e a ama das crianças, Manuela Sánchez Prat, ficaram feridos no acidente e foram levados para o Hospital de Navarra em Pamplona em estado grave. O seu pai não esteve presente no funeral por se encontar em perigo de vida.
Francisco de Asís foi sepultado no Cemiterio del Prado a 8 de Fevereiro de 1984.